# نووکنستانتینوفکا (شهرستان بلاگووارسکی، باشقیرستان)
نووکنستانتینوفکا (انگلیسی: Novokonstantinovka, Blagovarsky District, Republic of Bashkortostan) یک شهرک در شهرستان بلاگووارسکی باشقیرستان کشور روسیه است.